# Óscar López Scrochi
Óscar López Scrochi (Avellaneda, 1º giugno 1941) è un ex calciatore argentino, di ruolo attaccante.

## Carriera
López giocò in patria con il Lanús ed il Racing Club prima di trasferirsi in Colombia per giocare nell'Atlético Nacional.
Con il Nacional ottenne il nono posto nella stagione 1964 ed il secondo in quella seguente, a due punti dai campioni del Deportivo Cali.
Nel 1967 si trasferisce in Canada per giocare nei Toronto Falcons, con cui ottiene il quarto posto nella Western Division della NPSL 1967. L'anno dopo, sempre con i Falcons, partecipa alla prima edizione della NASL, ottenendo il terzo posto della Lakes Division.
Nel 1969 si trasferisce in Uruguay per giocare nel Rampla Juniors con ottiene nella Primera División Uruguaya 1969 il nono posto finale, seguito la stagione seguente della retrocessione in cadetteria a seguito dell'ultimo posto ottenuto nel mini-torneo per decretare la retrocessione del massimo campionato uruguaiano.
Nel 1971 torna in patria per giocare nel Temperley.